# Trachypachidae
Trachypachidae zijn een familie van kevers. De familie is voor het eerst wetenschappelijk beschreven in 1857 door Thomson.

## Taxonomie
De familie is als volgt onderverdeeld:
- Onderfamilie Eodromeinae Ponomarenko, 1977  †
- Onderfamilie Trachypachinae Thomson, 1857